# Estación Lapa (Metro de Salvador)
La Estación Lapa es una de las estaciones del Metro de Salvador, situada en Salvador en el barrio de Nazaré, próxima a Estación Campo da Pólvora. Es una de las estaciones que integran la Línea 1 del sistema. 
Fue inaugurada el 11 de junio de 2014, junto con otras tres estaciones de la línea. Es la estación más próxima del Centro.

## Características
Estación subterránea con integración a una estación de autobuses urbanos. 